# جارد باركر
جارد باركر هو لاعب اتحاد الرغبي كندي، ولد في 10 يناير 1975 في إدمونتون في كندا.